# دنیاگیری کووید-۱۹ در لیختن‌اشتاین
دنیاگیری کووید-۱۹ در لیختن‌اشتاین بخشی از دنیاگیری بیماری کروناویروس ۲۰۱۹ در جهان است. اولین مورد تأیید شده در لیختن‌اشتاین در ۳ مارس ۲۰۲۰ در شهر فادوتس اعلام شد.